# Opuntia engelmannii
Opuntia engelmannii Salm-Dyck ex Engelm. es una especie fanerógama perteneciente a la familia Cactaceae. Es nativa de Norteamérica en México, Arizona, California y Texas.

## Descripción

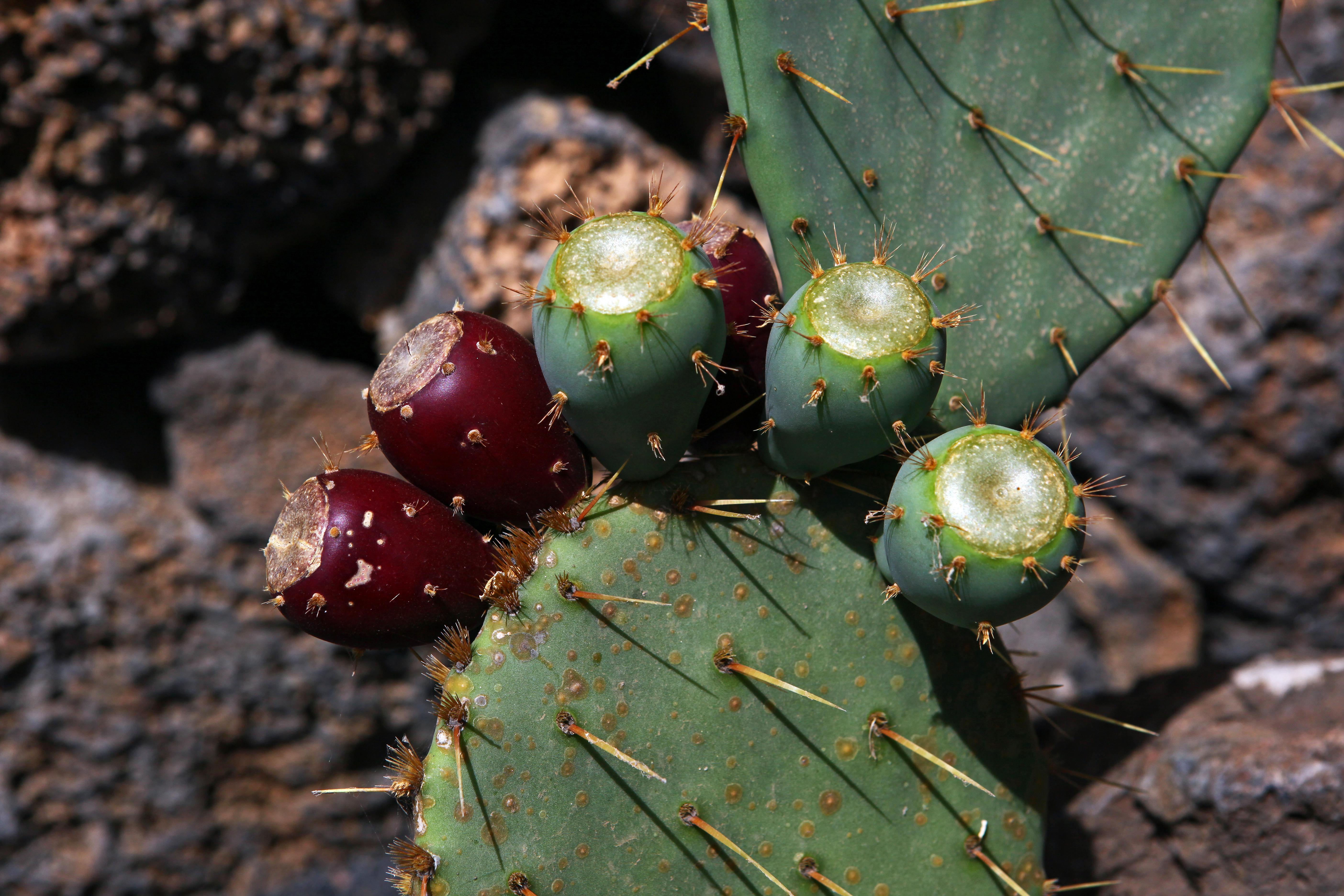
Fruto del opuntia engelmannii

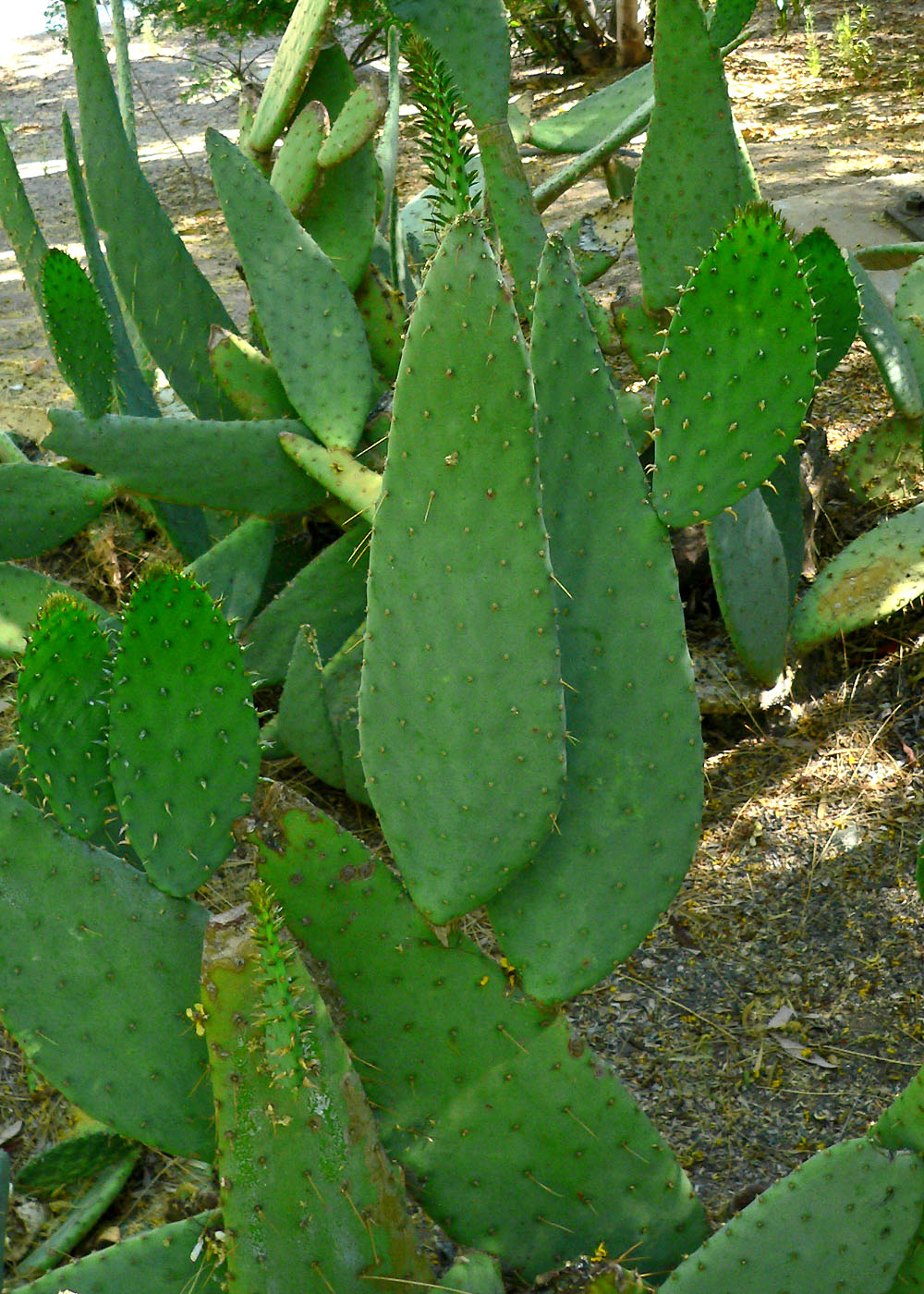
var. linguiformis

Opuntia engelmannii es un arbusto con muchas ramas ascendentes o postradas longitudinalmente. Forma cojines densos, que alcanzan una altura de hasta 3,5 metros. Una colonia se forma raramente. Los cladodios son ovados a redondeados, alargados, de color verde a azul-verde de 15 a 30 centímetros de largo, 12 de ancho. Las areolas son elípticas, a 2,5 a 4 cm de distancia con los gloquidios de color marrón con la edad. Tiene 1-8 espinas , que pueden estar ausentes en las aréolas inferiores, son de color amarillento, subuladas, ligeramente aplanadas y tienen entre 1 y 6 cm de largo. Las flores son amarillas, a veces rojas de 5 a 8 centímetros. Los frutos son carnosos, de color púrpura, ovoides de 3 a 7 centímetros de longitud y con un diámetro de 2 a 4 centímetros.

## Taxonomía
Opuntia engelmannii  fue descrita por Salm-Dyck ex Engelm. y publicado en Cacteae in Horto Dyckensi Cultae (ed. 1849) 67, 235. 1849[1850].
Etimología
Opuntia: nombre genérico que proviene del griego usado por Plinio el Viejo para una planta que creció alrededor de la ciudad de Opus en Grecia.

engelmannii: epíteto otorgado en honor del botánico George Engelmann.
Variedades
- Opuntia engelmannii var. cuija
- Opuntia engelmannii var. engelmannii
- Opuntia engelmannii var. flavispina
- Opuntia engelmannii var. flexospina
- Opuntia engelmannii var. linguiformis

Sinonimia
- Opuntia basilaris
- Opuntia treleasei
- Opuntia brachyclada
- Opuntia humistrata
- Opuntia whitneyana
- Opuntia longiareolata
- Opuntia basilaris[2]